# Mordechaj Ofer
Mordechaj Ofer (hebr.: מרדכי עופר, ang.: Mordechai Offer, Mordechai Ofer, ur. 20 lutego 1924 w Krakowie, zm. 1 września 1971 w Izraelu) – izraelski polityk, w latach 1965–1971 poseł do Knesetu.

## Życiorys
Urodził się jako Mordechaj Kasbiner 20 lutego 1924 w Krakowie. Polskę opuścił w 1925 emigrując wraz z rodziną do – stanowiącej brytyjski mandat – Palestyny. Osiedlili się najpierw w Ramat Jiszaj, następnie w telawiwskiej dzielnicy Nachalat Jicchak.
Służył w żydowskiej policji w Palestynie – w patrolach bezpieczeństwa. Podczas wojny o niepodległość Izraela służył w Siłach Obronnych Izraela, wojsko opuścił w 1950 w stopniu podpułkownika. Po demobilizacji rozpoczął pracę w przedsiębiorstwie transportowym Egged, z czasem został członkiem zarządu, a od 1961 do śmierci był dyrektorem działu finansów przedsiębiorstwa.
W polityce związał się z lewicą. W wyborach parlamentarnych w 1965 po raz pierwszy dostał się do izraelskiego parlamentu z listy Koalicji Pracy. W Knesecie szóstej kadencji zasiadał w komisjach budownictwa; finansów; spraw gospodarczych oraz podkomisji ds. walki z wypadkami drogowymi. W 1969 uzyskał reelekcję, a w siódmym Knesecie zasiadał w komisjach finansów i spraw gospodarczych oraz komisji specjalnej ds. ustawy o kontroli państwowej. Zmarł podczas kadencji 1 września 1971 w Izraelu. Mandat po nim objął Mosze Szachal.